# Ruwenzorizonne-eekhoorn
De ruwenzorizonne-eekhoorn (Heliosciurus ruwenzorii)  is een zoogdier uit de familie van de eekhoorns (Sciuridae). De wetenschappelijke naam van de soort werd voor het eerst geldig gepubliceerd door Schwann in 1904.